# Sankt Bernhard-Frauenhofen
Sankt Bernhard-Frauenhofen is een gemeente in de Oostenrijkse deelstaat Neder-Oostenrijk, gelegen in het district Horn (HO). De gemeente heeft ongeveer 1300 inwoners.

## Geografie
Sankt Bernhard-Frauenhofen heeft een oppervlakte van 29,47 km². Het ligt in het noordoosten van het land, ten noordwesten van de hoofdstad Wenen en iets ten zuiden van de grens met Tsjechië.
Altenburg · Brunn an der Wild · Burgschleinitz-Kühnring · Drosendorf-Zissersdorf · Eggenburg · Gars am Kamp · Geras · Horn · Irnfritz-Messern · Japons · Langau · Meiseldorf · Pernegg · Röhrenbach · Röschitz · Rosenburg-Mold · Sigmundsherberg · Sankt Bernhard-Frauenhofen · Straning-Grafenberg · Weitersfeld
- Gemeinsame Normdatei: 4374859-4
- Virtual International Authority File: 244265970
- WorldCat: E39PCjCKQrWJxmmmkqYdFX49CP